# Андрієвський Олександр Леонідович
Олександр Леонідович Андрієвський (біл. Аляксандр Леанідавіч Андрыеўскі; 10 серпня 1968, м. Мінськ, СРСР) — білоруський хокеїст, центральний/правий нападник. Старший тренер «Динамо» (Мінськ) і асистент головного тренера національної збірної Білорусі. Заслужений майстер спорту Республіки Білорусь (2002).

## Кар'єра гравця
Закінчив Білоруську державну академію фізичной культури за спеціальністю «Викладач фізичной культури і спорту, тренер з хокею».
Виступав за «Динамо» (Мінськ), «Динамо» (Москва), «Фрібур-Готтерон», «Чикаго Блекгокс», «Індіанаполіс Айс», «Каламазу Вінгс», ХПК (Хямеенлінна), ХК «Больцано», «Крефельд Пінгвін», ХК «Нойвід», «Рев'єр Лайонс», ХК «Фрайбург», «Хімік» (Воскресенськ), ХК «Гомель».
Виступав за національну збірну Білорусі з 1994 по 2003 роки. Провів 81 матч (25 голів, 38 передач), отримав 74 хвилини штрафу. Тривалий час був капітаном національної команди. Учасник зимових Олімпійських ігор 1998 і 2002, учасник кваліфікаційних турнірів до зимових Олімпійських ігор 1998 і 2002; учасник чемпіонатів світу 1995 (група C), 1996 (група B), 1997 (група B), 1998, 1999, 2000 і 2001. У складі молодіжної збірної СРСР учасник чемпіонату Європи 1986 (група А).
Чемпіон Спартакіади народів СРСР (1986). Чемпіон СРСР (1991, 1992); чемпіон Білорусі (1995); бронзовий призер чемпіонату Фінляндії (1997); Найкращий хокеїст року Білорусі (1996);

## Тренерська кар'єра
У 2005-06 роках працював начальником команди/старшим тренером у ХК «Динамо» (Мінськ), у 2006—07 роках — тренер. У 2008—2009 роках був головним тренером ХК «Гомель». З жовтня 2009 року — головний тренер «Динамо» (Мінськ).
Володар Кубка Шпенглера (2009). Срібний призер чемпіонату Білорусі (2009).